# Platerodrilus sinuatus
Platerodrilus sinuatus is een keversoort uit de familie netschildkevers (Lycidae). De wetenschappelijke naam van de soort werd in 1921 gepubliceerd door Maurice Pic.